# Downhill

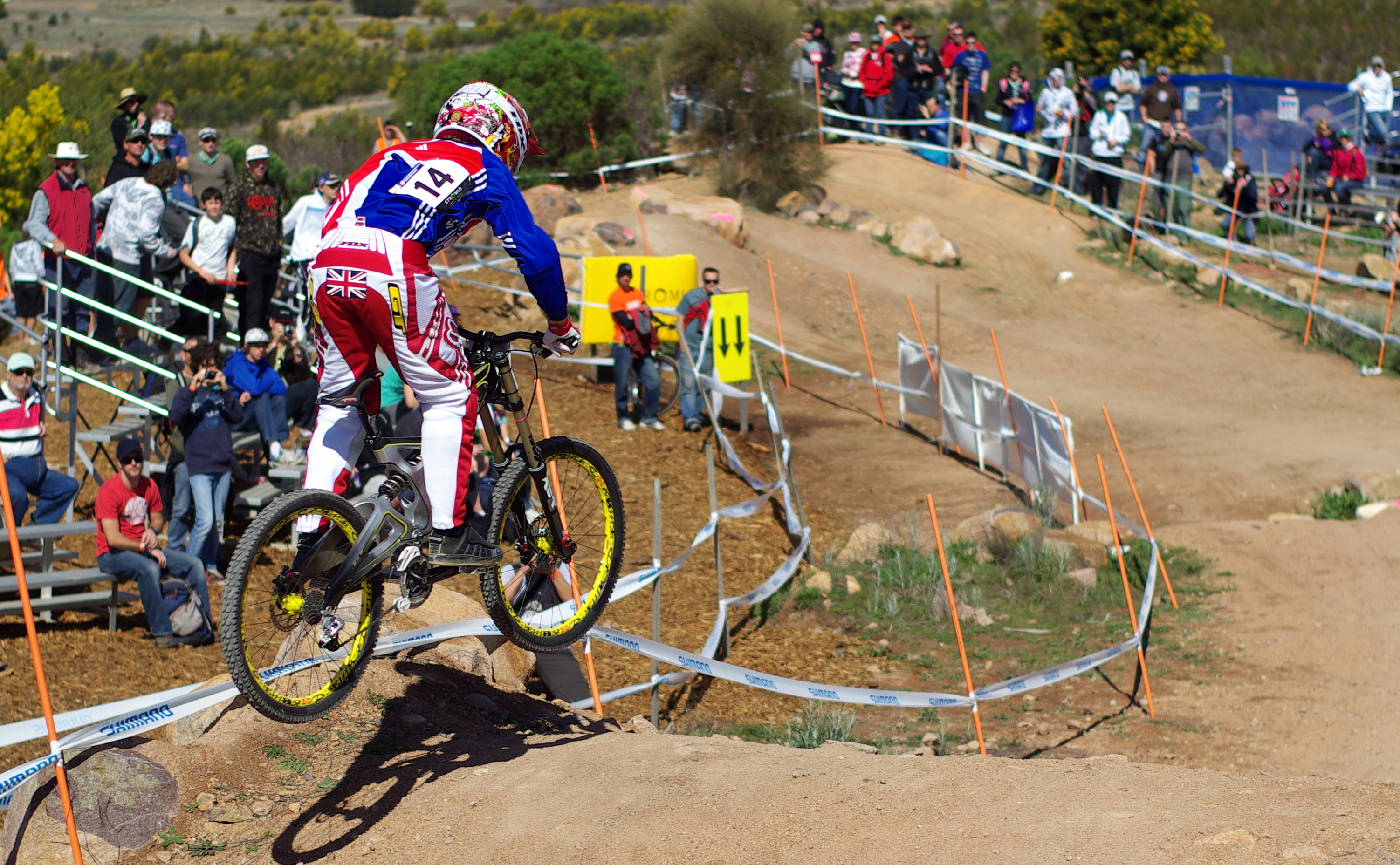

Downhill (neboli sjezd či sjezdová cyklistika – zkráceně DH) je cyklistická MTB disciplína řazená mezi extrémní sporty.

## Disciplína
Podstatou této disciplíny je co nejrychleji projet určenou trasu. Ta bývá 1,5 až 5 km dlouhá, většinou jen s přírodními, občas i s uměle vybudovanými překážkami. Celá trať je umístěna na svahu až s 12% klesáním s téměř nulovým podílem rovinek a stoupání, se kterými se v podstatě setkáváme jen jako s nájezdy na skok. I přes často velmi vysokou technickou náročnost je jediným kritériem určujícím pořadí jezdce dosažený čas. Člověku, který tento sport spatří poprvé, mohou některé úseky, které jezdci projíždějí na kolech, připadat jako neprojetelné.

## Historie
Downhill se původně jezdil jako doplňková disciplína cross country. Jezdilo se jak na stejných tratích (na kterých se často objevovaly i dlouhé úseky téměř po rovině), tak na stejných kolech a ke špičce v obou disciplínách patřili titéž jezdci. Postupem času se downhillové tratě stávaly náročnějšími hlavně po technické stránce. Ubývaly rovinaté pasáže, přibývaly terénní překážky (kořeny, kameny, skoky). Na těchto tratích se stalo nutností celoodpružené kolo a jezdci se na tuto disciplínu začali specializovat. Zatímco v počátcích se downhilloví jezdci rekrutovali hlavně z řad cross country jezdců, dnes jsou to zejména jezdci BMX, trialu či motokrosoví jezdci. Nejlepším současným světovým jezdcem (mistr světa pro rok 2021) je jihoafrický jezdec Greg Minnaar, mistrem ČR je pro rok 2021 Stanislav Sehnal[zdroj?]

## Sjezdová kola
Sjezdová kola se vyvinula z původních horských kol, která se používají pro běžné cross country. Na počátku sjezdové historie měla horská kola pouze přední odpružení (to bylo například v té době v cross country téměř nepředstavitelné kvůli vyšší hmotnosti odpružené vidlice – v porovnání s pevnou vidlicí kterou tehdejší cross country kola měla). Postupem času, souběžně s vývojem techniky došlo k vylepšení těchto kol. Začala se používat první celoodpružená kola, následně docházelo ke zvětšování zdvihů na vidlici kola a tlumiči (zadní pružení) až na současné hodnoty, které se pohybují kolem 200 mm zdvihu. Pro srovnání, současné standardní horské kolo pro cross country má zdvih okolo 100 mm jak u vidlice, tak u tlumiče. Moderní sjezdová kola v posledních letech procházejí díky vývoji materiálu postupným odlehčením, dnešní běžná hmotnost takového kola je zhruba 18 kilogramů. 
Všechny komponenty jsou přizpůsobené pouze jízdě z kopce dolů, najdeme zde tedy silné kotoučové brzdy, hrubé a široké pláště kol nasazené na velmi robustních ráfcích, široká řídítka pro dobrou ovladatelnost kola a stabilitu jezdce a pohon s převody pouze pro vyšší rychlosti. (Obvyklý rozsah pastorků je 11–25 zubů – pro srovnání, standardní 12 rychlostní kazety, určené i pro jízdu do kopce mají rozsah 11–50 zubů.)
Zvláštní kapitolu tvoří pevná sjezdová kola, tzv. hardtaily. Tato kola se vyznačují zesílenou konstrukcí rámů a pouze přední odpruženou vidlicí. V současné době tato kola ztrácejí na popularitě, jelikož celoodpružená sjezdová kola jsou stále dostupnější i pro masový trh. Přesto však většina amatérských i profesionálních jezdců potvrdí, že pevné kolo je pro jezdce do začátku velmi užitečné, jelikož prakticky neodpouští jezdecké chyby.
Do obliby jezdců se naopak dostávají enduro kola, tedy kompromis mezi sjezdovým a cross country kolem. Zdvihy vidlice a tlumiče se pohybují od 150 do 180 mm a geometrie i pohon jsou přizpůsobeny šlapání do kopce. Zároveň je kolo pořád dostatečně robustní a stabilní pro terénní jízdu z kopce. Pro tyto kola existuje vlastní disciplína enduro, kola jsou již ale tak odolná, že pohodlně zvládají jízdu i po sjezdových tratích, rychlost průjezdu ale srovnatelná není.